# Coturnix pectoralis

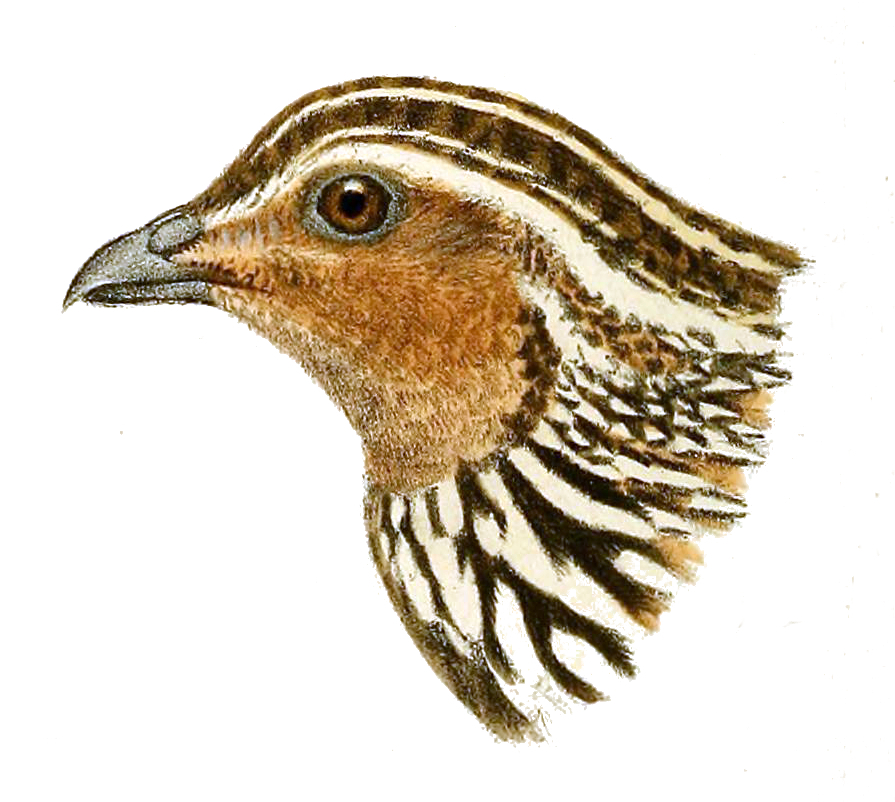
Disegno della testa.

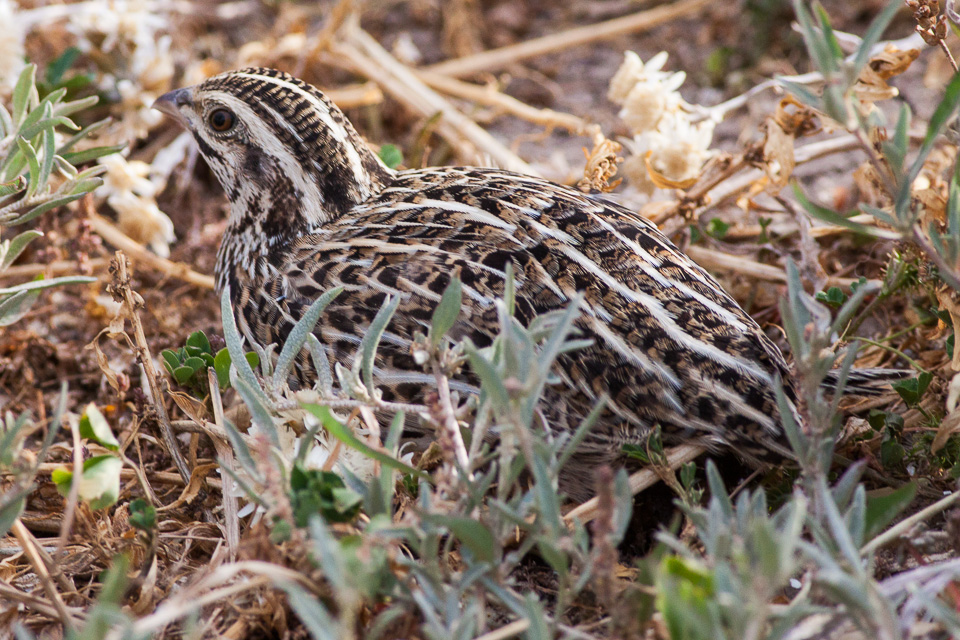
Un esemplare tra l'erba.

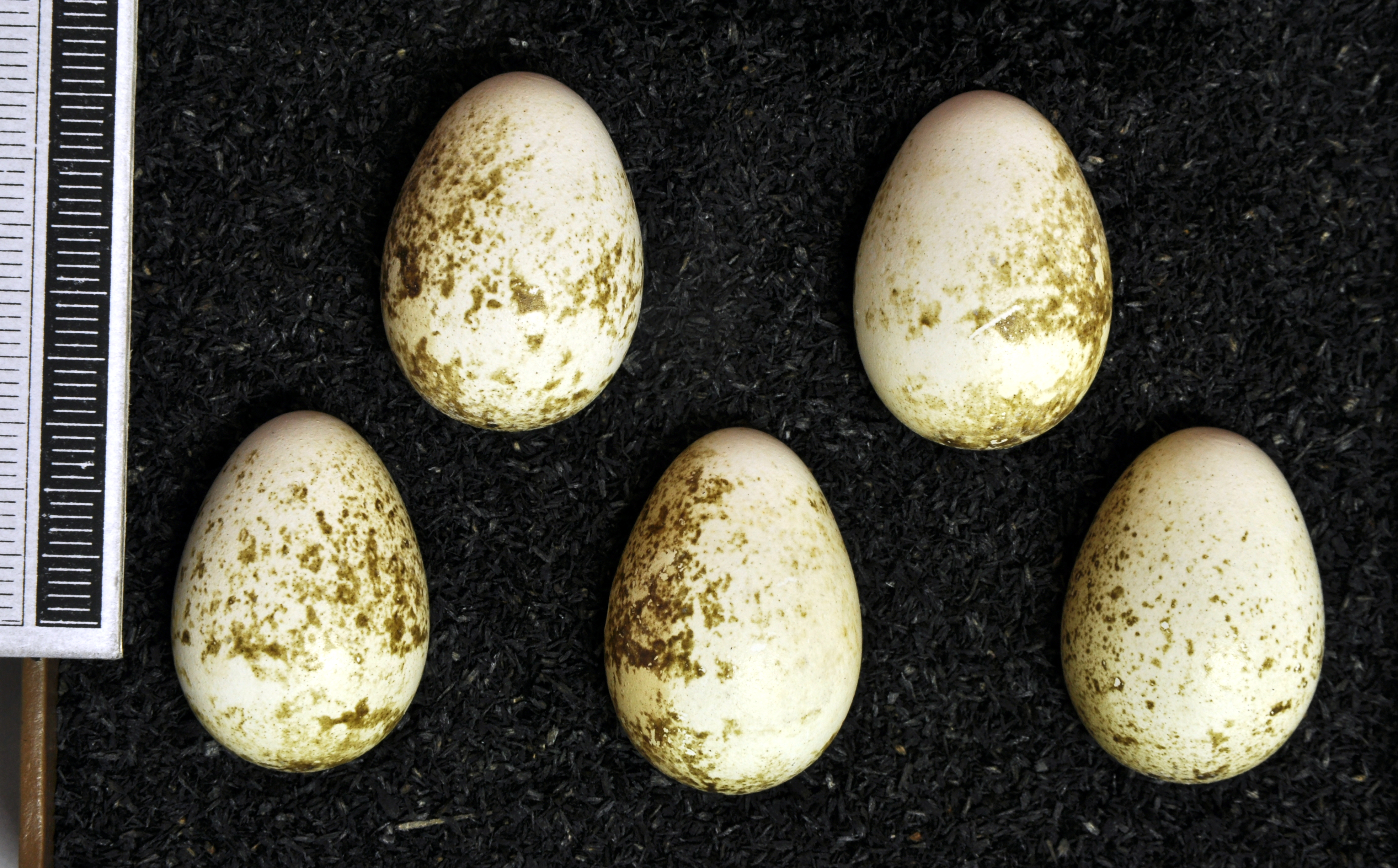
Uova di quaglia delle stoppie.

La quaglia delle stoppie (Coturnix pectoralis Gould, 1837) è un uccello galliforme della famiglia dei Fasianidi.

## Descrizione

### Dimensioni
Misura 16-20 cm di lunghezza per 82-120 g di peso nei maschi e 75-125 g nelle femmine; l'apertura alare è di 25-33 cm.

### Aspetto
Le quaglie delle stoppie hanno il becco bluastro o grigio-oliva, con la punta e il culmen più marroni. L'iride varia dal bruno-rossastro al marrone. Le zampe e i piedi sono bianco-carne, rosei o rosa-brunastri. I due sessi differiscono tra loro nell'aspetto. Il maschio adulto presenta la fronte e il vertice bruno-nerastri a causa delle piume dall'estremità grigio-brunastra. Sulla sommità del capo vi è una lunga e sottile striscia centrale bianca e un sopracciglio analogo. Entrambi si spingono molto in basso lungo la nuca. La regione lorale è marrone scuro. Una fascia dello stesso colore inizia dietro l'occhio e continua fino alla parte posteriore del collo. Il mento, la gola e le copritrici auricolari sono ricoperti da una macchia di colore variabile dal cannella al camoscio-rossastro. Il petto, la parte superiore del ventre e i fianchi sono biancastri con delle strisce scure che convergono e si fondono formando una macchia irregolare nera sul petto. Il basso ventre e le copritrici sotto-caudali sono bianchi. Il dorso varia dal grigio-brunastro al marrone scuro con numerose macchie nere, fasce camoscio e lunghe ed evidenti strisce color crema. La coda, molto corta e grigio-brunastra, è barrata di rosso.
La femmina adulta non ha la macchia rossa sulla gola presente nel maschio. Al suo posto, ha una gola biancastra fortemente striata di nero, una striscia lorale nera e un mustacchio bianco. Le parti inferiori sono meno abbondantemente striate di nero, ed assente è pure la macchia pettorale scura. I giovani somigliano alla femmina, ma hanno il petto punteggiato piuttosto che striato. I maschi acquisiscono la macchia rossa sulla gola verso le cinque settimane di età.

### Voce
Il richiamo di riconoscimento del maschio è un two-to-wheep vivace e liquido che può essere abbreviato in two-wheep o in pipy-wheat. Questo richiamo viene ripetuto circa 10 volte al minuto ed è distribuito su un periodo che può durare anche un quarto d'ora. La quaglia delle stoppie è generalmente silenziosa quando si lancia in volo, anche se a volte emette uno o due pigolii secchi e crescenti quando è in aria.

## Biologia
La quaglia delle stoppie di solito vive da sola o in gruppi familiari. L'occasione più frequente per avvistarla è quando si alza precipitosamente in volo in aperta campagna. Tuttavia, la maggior parte delle volte preferisce nascondersi tra l'erba o fuggire correndo, riservando il decollo per le situazioni più estreme. I gruppi sono generalmente formati da 3-5 individui, anche se a volte sono state notate bande di 12 uccelli quando l'animale si aggira in cerca di cibo. Comunque, in questa specie non sono mai state avvistate le grandi «ondate» migratrici contenenti numerosi uccelli, come nel caso delle più grandi quaglie di Europa ed Africa. La quaglia delle stoppie è una migratrice ben conosciuta. Gli spostamenti locali sono direttamente correlati alla caduta delle piogge, mentre gli spostamenti più importanti hanno luogo in seguito a numerose stagioni riproduttive favorevoli il cui slancio è stato interrotto da un serio impoverimento dell'approvvigionamento delle risorse, il più delle volte a causa della siccità o dell'invasione di piccoli roditori. I resoconti indicano che la dispersione viene poi effettuata in tutte le direzioni, su distanze che talvolta superano i mille chilometri.

### Alimentazione
La quaglia delle stoppie si nutre principalmente di semi di piante selvatiche, ma anche di quelli di piante coltivate che sono caduti o sono stati dispersi. Una piccola percentuale della sua dieta è costituita da invertebrati. A volte, nonostante il suo peso, scala gli steli delle piante per raggiungere le spighe contenenti i semi.

### Riproduzione
La specie è monogama e alcune coppie rimangono insieme durante tutto l'anno. Il nido è una raschiatura del terreno poco profonda, situata sotto un arbusto o un ciuffo d'erba; la sua costruzione è opera della sola femmina, che provvede in seguito a foderarne il fondo con materia vegetale. La covata comprende da 5 a 14 uova (in media 7), di colore giallo-crema con puntini e macchie bruno-rossastri e verde oliva. L'incubazione, compito della femmina, dura tra 18 e 21 giorni.
Ogni stagione vengono allevate due o tre covate, perfino quattro quando le condizioni sono ideali dopo un periodo di siccità. L'andamento della stagione riproduttiva dipende dalle condizioni atmosferiche e dalla disponibilità delle risorse alimentari. Nello stato di Victoria la prima deposizione ha luogo generalmente in dicembre e, dopo le precipitazioni, la seconda sopravviene in marzo o in aprile. Negli anni in cui le piogge arrivano presto la stagione della nidificazione comincia in settembre, la seconda deposizione ha luogo a fine novembre e le ulteriori deposizioni nel corso dell'inverno. In Australia Occidentale la riproduzione si protrae da agosto a gennaio. Il maschio partecipa all'educazione dei piccoli e protegge la nidiata.

## Distribuzione e habitat
Il suo habitat è costituito da una grande varietà di paesaggi aperti, in particolare da prati incolti e da pianure ben drenate non lontane dai corsi d'acqua. Comprende anche campi sparsi di cereali, distese di erbacce, stoppie, habitat salini con vegetazione cespugliosa, boscaglie di spinifex e paludi salmastre. La quaglia delle stoppie frequenta generalmente habitat più aridi della quaglia bruna (Coturnix ypsilophora). Questo uccello abita soprattutto nel sud-est dell'Australia, negli stati del Nuovo Galles del Sud e di Victoria. Il suo areale sconfina negli stati vicini, a nord verso il Queensland e ad ovest verso l'Australia Meridionale. È assente nell'interno arido del continente, ma al contrario, dagli inizi del XX secolo, ha colonizzato il sud-ovest dell'Australia Occidentale (regione di Perth e Augusta).